# Röchling Volksgewehr
Röchling Volksgewehr (Coenders Volksgewehr, Volkssturm-Mehrladegewehr HIW) — опытный образец стрелкового оружия, винтовка, предназначавшаяся для вооружения Фольксштурма. Использовала схему работы с подвижным вперёд стволом и неподвижным затвором.

## История
Была сконструирована Августом Коэндерсом, на тот момент занимавшем должность конструктора в компании Röchling Eisen-und Stahlwerke GmbH, и представлена на испытания 4 ноября 1944 года. На испытаниях показала самую низкую кучность боя среди испытуемых винтовок и страдала от многочисленных поломок. Несмотря на это, бригадефюрер Пуруккер (Purucker) разместил заказ на 1 000 винтовок, который так и не был выполнен.

## Конструкция

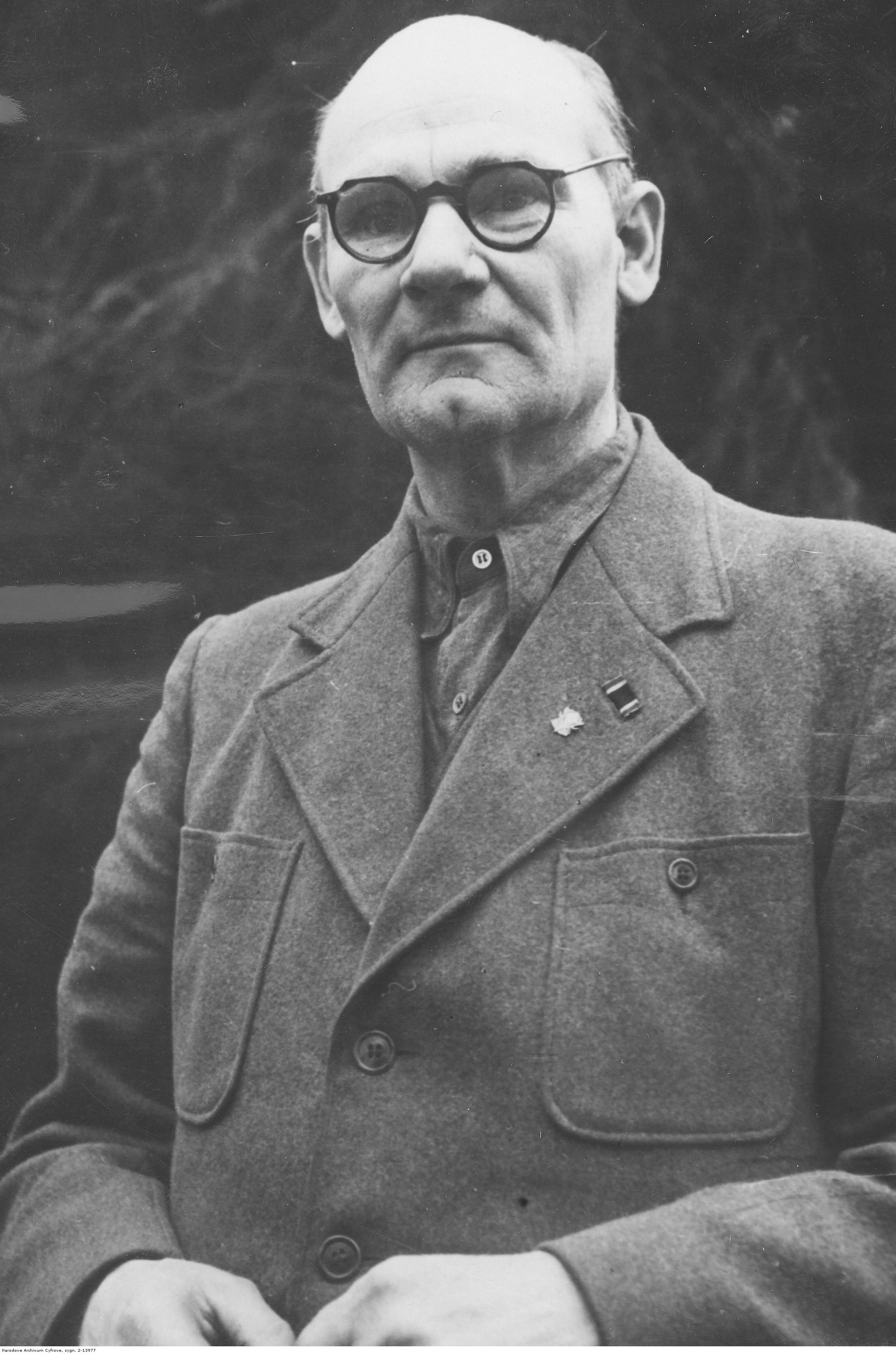
Август Коэндерс, конструктор винтовки

Винтовка использовала схему работы с подвижным вперёд стволом и неподвижным затвором. Рукоятка «затвора» отводилась вперёд, что вызывало движение ствола вперёд и выброс стреляной гильзы. Отведение рукоятки назад сдвигало ствол назад и подавало новый патрон из магазина в патронник. Запирание ствола осуществлялось поворотом рукоятки «затвора». Боепитание осуществлялось из неотъёмного магазина на 5 патронов, который мог снаряжаться из обойм. Ударно-спусковой механизм — самовзводный (двойного действия), большое усилие спуска устраняло необходимость в предохранителе. Прицельные приспособления состояли из перекидного диоптрического целика, размеченного до 800 метров и регулируемой мушки.
Больша́я доля металлических деталей винтовки была изготовлена методом штаповки из листовой стали. Металлические части фосфатировались. Деревянные части выполнены из бука, пистолетная рукоятка крепилась к ложе длинным болтом. Роль цевья выполнял перфорированный кожух на стволе.